# Rio São Jerônimo
O rio São Jerônimo é um curso de água que banha o estado do Paraná.
O rio pertence à bacia do rio Tibagi, sendo um afluente deste. No curso do rio está localizado o Salto do Caratuva a cerca de 11 quilômetros do centro da cidade de São Jerônimo da Serra. Na sua foz no rio Tibagi, faz divisa do município de São Jerônimo da Serra com o município de Assaí. O curso de água é responsável ainda por fazer divisa do município de São Jerônimo da Serra com os municípios de Santa Cecília do Pavão e Nova Santa Bárbara.